# Louis Bayeurte
Louis Bayeurte, né le 23 août 1935 à Paris 18e et mort le 14 décembre 2002 à Paris 15e, est un homme politique français. Membre du Parti communiste français, il a notamment été maire de Fontenay-sous-Bois pendant 35 ans.

## Biographie
Pupille de la Nation (son père est mort au camp de concentration de Mauthausen), Louis Bayeurte apprend le métier de photograveur pour lequel il a « le coup de foudre ».
Il milite au syndicat CGT du livre et, attiré par les idées du Parti communiste français, il adhère à ce parti en 1961.
Ayant accepté d'être tête de liste aux élections municipales de 1965, il est élu et devient maire de Fontenay-sous-Bois. Il est alors, à vingt-neuf ans, le plus jeune maire de France. Réélu à chaque scrutin, il exerce son mandat de maire jusqu'en 2001,. Il mènera un combat victorieux contre la « tranchée ouverte » du RER et un échangeur autoroutier en plein centre ville.
En 1967, Louis Bayeurte remporte les élections cantonales. Il est conseiller général du canton de Fontenay-sous-Bois de 1967 à 1976, puis du canton de Fontenay-sous-Bois-Est de 1976 à 1998, et vice-président du Conseil général de 1985 à 1998.
En 1982, il est vice-président de la Commission nationale des maires, dite commission Bonnemaison, pour la sécurité publique et la prévention de la délinquance. Membre du Conseil national de prévention de la délinquance en 1983, il est notamment chargé d'en présider la commission interne, sur les questions de justice et police.
Passionné, entre autres, de cyclisme, Louis Bayeurte est l'origine de la création du grand prix cycliste du conseil général du Val-de-Marne.

## Distinctions
- Chevalier de la Légion d'honneur par décret du 13 juillet 1998[7].
- Chevalier de l'ordre des Palmes académiques[8].

## Hommage
La ville de Fontenay-sous-Bois a donné le nom de Louis Bayeurte à l'esplanade devant l'hôtel de ville.